# Erylus polyaster
Erylus polyaster är en svampdjursart som beskrevs av Lendenfeld 1907. Erylus polyaster ingår i släktet Erylus och familjen Geodiidae. Inga underarter finns listade i Catalogue of Life.